# Strathmerton Football Club
Strathmerton Football Club, biệt danh Bulldogs, là một câu lạc bộ bóng bầu dục Úc đang thi đấu ở Picola & District Football League.
Câu lạc bộ có trụ sở ở thị trấn nhỏ Strathmerton của Victoria.

## Chức vô địch
- Picola & District Football League
  - 1936, 1937, 1997, 2010, 2015
- Murray Football League
  - 1956, 1964